# Saint-Martin-de-la-Mer
Saint-Martin-de-la-Mer è un comune francese di 288 abitanti situato nel dipartimento della Côte-d'Or nella regione della Borgogna-Franca Contea.

## Società

### Evoluzione demografica
Abitanti censiti